# イアン・ボゴスト
イアン・ボゴスト（Ian Bogost）は、アメリカ合衆国の哲学者、ビデオゲームデザイナー。ジョージア工科大学イヴァン・アレン・リベラルアーツ学部のメディア研究講座主任として、文学・メディア・コミュニケーション学科とインタラクティブコンピューティング学科の教授を兼任している。
代表作として、単著に『ユニット操作――ビデオゲーム批評へのアプローチ（Unit Operations: An Approach to Videogame Criticism）』、『説得的ゲーム――ビデオゲームの表現力（Persuasive Games: The Expressive Power of Videogames）』、共著書として『光線を走らせる――アタリ・ビデオコンピュータ・システム（Racing the Beam: The Atari Video Computer System）』、『ニュースゲーム――遊ばれるジャーナリズム（Newsgames: Journalism at Play）』がある。また、ソーシャルネットワーク型ゲームが世にあふれている現状を皮肉った「Cow Clicker」というゲームを発表した。ゲーム作品の「A Slow Year」は、2010年のIndieCadeでVanguard賞とVirtuoso賞を受賞した。

## 学歴
1998年に南カリフォルニア大学から哲学・比較文学の学士号を取得。卒業後、カリフォルニア大学ロサンゼルス校の大学院に進み、2001年に比較文学の修士号を取得、2008年に比較文学の博士号を授与された
。

## 職歴
2008年、ジョージア工科大学の文学・コミュニケーション・文化学科の助教授として着任。2010年、同大学大学院のデジタルメディア講座ディレクターに就任し、2012年まで同職にあった。2011年、同大学デジタルメディア学科教授ならびにインタラクティブコンピューティング学科の連携教授に昇進した。2012年、同大学メディア研究講座のイヴァン・アレン学部主任に任命され、同時にインタラクティブコンピューティング学科の教授にも昇進し、現在に至る。クリストファー・シャバーグとともにブルームズベリー出版の「Object Lessons」叢書の共編者を務める。
著書の『異邦の現象学、あるいは、モノになるとはどういうことか（Alien Phenomenology or What It's Like to be a Thing）』（U of Minnesota P, 2012）は、ブルーノ・ラトゥールのアクターネットワーク理論の諸側面に対する批判を含んでいる。
ボゴストはPersuasive Games LLC Atlanta, GAとPersuasive Games Latin America SAの創立メンバーの一人でもある。現在、Persuasive Games LLC Atlanta, GAの主任デザイナーを務める。

## 受賞歴
- 2012年、「persuasivegames.org」が『TIME Magazine』ベスト50ウェブサイトに選出
- 2010年、「A Slow Year」がIndiecade FestivalでVanguard賞とVirtuoso賞を受賞
- 2010年、「A Slow Year」がIndiecade Festivalでファイナリストに選出
- 2010年、「bogost.com」がELearners.comのゲーム部門でMindshare賞（最優秀賞）受賞
- 2010年、Independent Game FestivalのNuovo部門でファイナリストに選出

## ゲーム作品
ボゴストは2003年以来、様々なビデオゲームをデザイン・開発してきた。下記はその一部である。
| タイトル                      | 発表年 | 備考                                                                          |
| ----------------------------- | ------ | ----------------------------------------------------------------------------- |
| Simony                        | 2012   | iOS版ゲームとジャクソンビル現代美術館でのインスタレーション作品としてリリース |
| A Slow Year: Game Poems       | 2010   |                                                                               |
| Cow Clicker                   | 2010   |                                                                               |
| Guru Meditation               | 2009   | 限定でAtari 2600版もリリース                                                  |
| Fatworld                      | 2007   |                                                                               |
| Cruel 2 B Kind                | 2006   | コンセプトとデザイン（ジェイン・マクゴニカルと共同）                          |
| Jetset: A Game for Airports   | 2006   |                                                                               |
| The Howard Dean for Iowa Game | 2003   | コンセプトとデザイン（ゴンザロ・フラスカと共同）                              |

## 著作
- The State of Play: Creators and Critics on Video Game Culture. Seven Stories Press. (2015). ISBN 1609806395 (anthology, edited by Daniel Goldberg and Linus Larsson) (Bogost contributed the article "The Squalid Grace of Flappy Bird")[15]
- How to Talk about Videogames. University Of Minnesota Press. (2015). ISBN 0816699119
- Alien Phenomenology, or What It's Like to Be a Thing. University Of Minnesota Press. (2012). ISBN 0816678979
- How to Do Things with Videogames. University Of Minnesota Press. (2011). ISBN 0816676461
- A Slow Year: Game Poems. Open Texture. (2010). ISBN 1933900164
- Newsgames: Journalism at Play. MIT Press. (2010). ISBN 0262014874
- Racing the Beam: The Atari Video Computer System. MIT Press. (2009). ISBN 026201257X 2nd edition (with Nick Montfort)
- Persuasive Games: The Expressive Power of Videogames. MIT Press. (2007). ISBN 0262026147
- Unit Operations: An Approach to Videogame Criticism. MIT Press. (2006). ISBN 026202599X